# Russische overheidscensuur op verslaggeving over Tsjetsjenië
Sinds het begin van de Tweede Tsjetsjeense Oorlog in 1999 wordt de Russische overheid ervan beschuldigd een plan te hebben uitgevoerd om via wettelijke en buitenwettelijke methoden om de toegang tot media aan banden te leggen in de regio.

## Tsjetsjeens conflict
De Russische overheid oefent manu militari controle uit over alle Russische televisiekanalen door onderdrukkende regels, intimidatie, censuur, bedreigingen en aanvallen op journalisten, waaronder de ontvoering van Andrej Babitski door het Russisch leger, een correspondent voor Radio Liberty. Lokale journalisten worden regelmatig geïntimideerd en gedwarsboomd. Buitenlandse journalisten en media worden onder druk gezet om hun verslaggeving over het conflict te censureren, waardoor het quasi onmogelijk wordt om neutrale verslaggeving te brengen.
Sinds 2001 domineerde het Israëlisch-Arabische conflict en de door de Amerikanen geleide strijd tegen terrorisme het nieuws, waardoor het Tsjetsjeens conflict bijna volledig werd vergeten. Weinige Russische journalisten schreven nog over de situatie in Tsjetsjenië, en zeer weinigen onder hen durfden de overheid nog te bekritiseren. 
In 2005 nam de Doema een wet aan waardoor journalisten enkel nog verslag konden uitbrengen over terroristische aanslagen indien ze voorafgaand de toestemming hiervoor hadden gekregen van de anti-terreurcel. Nadat Sjamil Basajev werd geïnterviewd door hen, verbande de Russische overheid op 2 augustus 2005 journalisten van de American Broadcasting Company.
In 2006 nam de Doema de Wet inzake het Gevecht tegen Terroristische Activiteiten aan. Deze wet breidde de definitie van "extremisme" uit: ook kritiek uiten op overheidsfunctionarissen viel voortaan onder de noemer terrorisme en kon worden bestraft met een gevangenisstraf van 3 jaar alsook met een publicatieverbod. De wet werd in hetzelfde jaar gebruikt om de Russisch-Tsjetsjeense Vriendschapsvereniging te sluiten. De CEO ervan werd veroordeeld wegens "terroristische activiteiten". 
In datzelfde jaar werd Moskous journalist Boris Stomachin veroordeeld tot een gevangenisstraf van 5 jaar op grond van het "aanzetten tot etnische haat" in zijn berichtgeving over Tsjetsjenië. Op 7 oktober 2006 werd Anna Politkovskaja neergeschoten in Moskou door een huurmoordenaar. Zij was een journaliste en politiek activiste die bekend was vanwege haar kritische houding ten aanzien van de Russische aanwezigheid in Tsjetsjenië en de Russische overheid zelf.
Volgens een peiling van maart 2007 gaf 49% van de Russen aan te denken dat de officiële berichtgeving aangaande de situatie in Tsjetsjenië geen getrouw beeld gaf van wat er in werkelijkheid gebeurde. 28% was van mening dat de berichtgeving niet objectief was en het probleem "verborg". Slechts 11% gaf aan tevreden te zijn met voornoemde berichtgeving.
In september 2007 werden politie- en veiligheidstroepen in Ingoesjetië bevolen om de media geen informatie meer te geven inzake "incidenten van terroristische aard".
Nagenoeg alle Tsjetsjeense media bevinden zich nu onder de volledige controle van de pro-Moskouse Tsjetsjeense overheid.